# Sassy Pants
Sassy Pants es una película estadounidense de 2012 escrita y dirigida por Coley Sohn y protagonizada por Ashley Richards, Anna Gunn, Haley Joel Osment, Diedrich Bader y Jenny O'Hara. La película fue lanzada el 19 de octubre de 2012.

## Sinopsis
Bethany Pruitt es una adolescente que vive bajo el control extremo de su férrea madre, por lo que decide irse a vivir con su padre gay y su novio más joven.

## Reparto
- Ashley Rickards como Bethany Pruitt.

- Anna Gunn como June Pruitt.

- Haley Joel Osment como Chip Hardy.

- Diedrich Bader como Dale Pinto.

- Jenny O´Hara como Abuela Pruitt.

- Martin Spanjers como Shayne Pruitt.

- Shanna Collins como Brianna.

- Aaron Perilo como Cory.

- Rene Rosado como Hector.

- Drew Droege como Michael Paul.

## Recepción
Sassy Pants recibió críticas mixtas de los críticos. En Rotten Tomatoes, la película tiene una calificación de 50%, basado en 6 críticas, con una calificación media de 5.5/10. En Metacritic, la película tiene una calificación de 51 sobre 100, basado en 6 críticas, lo que indica "críticas mixtas".